# Sphenoptera aeneomicans
Sphenoptera aeneomicans es una especie de escarabajo del género Sphenoptera, familia Buprestidae. Fue descrita científicamente por Kraatz in Heyden & Kraatz en 1882.

## Distribución
Habita en la región paleártica.